# 오스트레일리아의 미술
오스트레일리아의 미술은 오스트레일리아에 관해서, 오스트레일리아 해외의 오스트레일리아 사람에 의해서, 또는 오스트레일리아에서 만들어진, 선사시대부터 현재에 이르는 모든 미술을 총칭한다.

## 역사

### 오스트레일리아 원주민
오스트레일리아 원주민의 문화는 기술과 경제의 측면에서 보면 대단히 미개하고 식물채집과 저급한 수렵에 의해서 생활하였다. 수렵 도구는 부메랑(목제로 된 구부러진 막대기인데 던지면 던진 사람에게 되돌아온다)과 타제석기를 화살끝에 붙인 창밖에 없고 활·살도 아직껏 알려져 있지 않다. 그러나 그들의 문화에서는 종교가 중요한 역할을 하므로 종교생활에 관련된 미술이 발달하였다. 제사에 사용되는 튜링거(際儀俸)와 블로러(울림판 널빤지에 끈을 꿴 것인데 이것을 휘돌리면 소가 우는 소리와 비슷한 소리가 난다고 하여 이 이름이 붙여졌다.)에 그려진 문양(紋樣)과 암화(岩畵)에도 모두 그들의 종교생활 내지는 세계관이 반영되고 있다. 그리고 방패에도 적색과 백색으로 단순한 무늬를 그리거나 다소 복잡한 각선문(刻線紋)의 장식을 한 것을 볼 수 있다.
오스트레일리아 서북부 킨바래이 지방의 동혈에 그려져 있는 암화는 유명한 것인데 그 중심인 제재는 원지나라고 불리는 비를 내리게 하는 신이다.
이 신은 적·백·흑색 등의 안료(顔料)로써 그렸으며 얼굴은 모두가 눈과 코만 있고 입이 없는 것이 공통된 특색이다. 원지나는 해마다 드리는 증식(增殖)의식을 지낼 때 색칠을 다시 하게 되는데 그것으로서 11월이나 12월에 시작되는 우기(雨期)가 보증되어 인간까지도 포함한 자연의 재생산이 이루어진다고 원주민은 믿고 있었다.
현대의 오스트레일리아 원주민에게 유럽풍(風) 그림의 기술을 가르쳐 주면 굉장한 재능을 발휘한다. 오늘날 오스트레일리아 원주민 예술가의 유파(流派)가 몇몇 있다. 이것은 퍽 흥미있는 일이다. 니그로 아프리카의 근대화된 제작자가 일찍이 전통적 사회 속에서 만들어 낸 것과 같은 걸작을 그리지 못하고 번민하고 있는 예와 좋은 대조가 된다.